# Avanne-Aveney
Avanne-Aveney település Franciaországban, Doubs megyében. Lakosainak száma 2237 fő (2022. január 1.). Avanne-Aveney Besançon, Montferrand-le-Château, Rancenay, Prailles-La Couarde és Beure községekkel határos.

## Népesség
A település népességének változása:
| Lakosok száma | 520  | 1826 | 1870 | 2307 | 2306 | 2277 | 2255 | 2227 | 2232 | 2237 |
|               | 1968 | 1982 | 1990 | 2006 | 2013 | 2015 | 2017 | 2019 | 2020 | 2022 |